# Raiffeisenbank Schrobenhausener Land
Die Raiffeisenbank Schrobenhausener Land eG ist eine deutsche Genossenschaftsbank mit Sitz in der bayerischen Gemeinde Langenmosen im Landkreis Neuburg-Schrobenhausen.

## Geschichte
Die Raiffeisenbank Schrobenhausener Land eG entstand aus dem Zusammenschluss mehrerer kleinerer Banken.
Waidhofen
Bereits im am 16. Mai 1887 wurde der "Waidhofener Spar- und Darlehenskassenverein" in Waidhofen gegründet. Der Erste Weltkrieg 1914–1918 und die darauf folgende Inflation verhinderten aber einen weiteren Fortschritt. Auch die 1923 eingeführte Rentenmark und die 1924 folgende Reichsmark konnten keinen Umschwung bewirken, da kurz darauf die Weltwirtschaftskrise eintrat und einen vorsichtigen Neuanfang erneut unterbrachen. Das Jahr 1933 brachte nicht nur die Beschränkung genossenschaftlicher Eigeninitiativen, sondern auch die Zwangseingliederung in den Reichsnährstand des dritten Reiches. Wenig später wurde die Bank in "Spar- und Darlehenskasse Waidhofen eGmuH" umfirmiert. Der Zweite Weltkrieg 1939–1945 bremste erneut jeglichen Fortschritt. Die Währungsreform vom 21. Juni 1948 beendete dann die bis dahin grassierende Inflation und ermöglichte erneut ein genossenschaftliches Wachstum. Im Jahr 1951 wurde die Leitung der Geschäfte hauptamtlich besetzt und alsbald erfolgte die Umbenennung in "Raiffeisenkasse Waidhofen eGmbH". 1956 fusionierte man dann mit der Raiffeisenkasse Mühlried eGmbH mit dem Sitz in Schrobenhausen-Mühlried. in den Jahren 1965–1966 wurde das Bankgebäude in der Hofmarkstr. 13 in Waidhofen errichtet. 1985 wurde nach einer Umgestaltung des Gebäudes ein Treppenaufgang angebaut und 1998 aufgrund der gestiegenen Anforderungen und des erhöhten Kundenaufkommens die Geschäftsstelle erneut umgebaut und modernisiert. Im Jahr 2019/2020 wurde dann erneut umgebaut und die Obergeschosse wieder als Privatwohnungen nutzbar gemacht.
Mühlried
Über das genaue Gründungsdatum der damaligen "Raiffeisenkasse Mühlried" ist nichts bekannt. Die Geschichte der Raiffeisenbank Schrobenhausener Land eG zeigt aber auf, dass im Jahr 1956 eine Fusion mit der Raiffeisenkasse Waidhofen eGmbH erfolgte. 1968 wurde dann die Zweigstelle in Mühlried eröffnet, die neben den Bankräumlichkeiten auch Privatwohnungen und Praxisräume beinhaltet. Zuvor wurde der Bankverkehr in einem Privathaus abgewickelt. Die Bankräume wurden 2005 umgebaut und modernisiert, ebenso entstanden das Service-Center mit Versicherungsservice und der Immobilienabteilung.
Langenmosen
Am 3. Februar 1892 wurde der "Langenmosener Darlehenskassenverein" in Langenmosen gegründet. Auch dieser erfuhr wie alle Banken dieselben Rückschläge wie auch die Raiffeisenkasse Waidhofen (siehe dort). Er wurde etwa 1933 in "Spar- und Darlehenskasse Langenmosen" umbenannt. 1956 wurde an ein bestehendes Lagergebäude ein Geschäftsgebäude angeschlossen. 1970 wurde dann ein eigenständiges Bankgebäude errichtet. 1982 wurde erneut ein Neubau errichtet, um den gestiegenen Anforderungen gerecht zu werden. Im Jahr 1992 erfolgte die Verschmelzung mit der Raiffeisenbank Berg im Gau mit dem Sitz in Berg im Gau eG. 1999 wurde das Bankgebäude erneut erweitert. Im Jahr 2018/2019 wurden die Geschäftsräume umgebaut und modernisiert.
Berg im Gau
Die Raiffeisenbank Berg im Gau wurde im Jahr 1888 gegründet. 1992 erfolgte die Fusion mit der Raiffeisenbank Langenmosen eG zur Raiffeisenbank Berg im Gau - Langenmosen eG mit dem Sitz in Langenmosen. Im Jahr 2014 wurde der Neubau der Geschäftsstelle eingeweiht.
Fusion der Banken
Im Jahr 2003 erfolgte dann der Zusammenschluss der Raiffeisenbank Waidhofen/Obb. eG mit der Raiffeisenbank Berg im Gau - Langenmosen eG zur Raiffeisenbank Schrobenhausener Land eG mit dem Sitz in Langenmosen.

## Rechtsverhältnisse
Die Raiffeisenbank Schrobenhausener Land eG ist im Genossenschaftsregister beim Amtsgericht Ingolstadt unter GnR 100251 eingetragen.

## Organisationsstruktur
Rechtsgrundlagen sind das Genossenschaftsgesetz und die durch die Generalversammlung beschlossene Satzung. Organe der Bank sind der Vorstand, der Aufsichtsrat und die Generalversammlung.

## Sicherungseinrichtung
Die Raiffeisenbank Schrobenhausener Land eG ist der amtlich anerkannten Sicherungseinrichtung des Bundesverbandes der Deutschen Volksbanken und Raiffeisenbanken GmbH und der zusätzlichen freiwilligen Sicherungseinrichtung des Bundesverbandes der Deutschen Volksbanken und Raiffeisenbanken e.V. angeschlossen.

## Geschäftsausrichtung
Die Raiffeisenbank Schrobenhausener Land eG betreibt das Universalbankgeschäft. Im Verbundgeschäft arbeitet sie mit der DZ Bank, R+V Versicherung, Bausparkasse Schwäbisch Hall, Teambank, VR Leasing, DZ Hyp und der Union Investment zusammen.

## Geschäftsgebiet
Das Geschäftsgebiet liegt im Süden des Landkreises Neuburg-Schrobenhausen.
An diesen Orten betreibt die Bank Filialen:
- Langenmosen (Hauptstelle, jur. Sitz)
- Berg im Gau (Geschäftsstelle)
- Mühlried (Geschäftsstelle)
- Waidhofen (Geschäftsstelle)
- Sandizell (SB-Geschäftsstelle)
- Schrobenhausen (SB-Geschäftsstelle)